# 焦燥
| ウィキペディアには「焦燥」という見出しの百科事典記事はありません（タイトルに「焦燥」を含むページの一覧/「焦燥」で始まるページの一覧）。 代わりにウィクショナリーのページ「焦燥」が役に立つかもしれません。 |